# Bluesskala
Bluesskala är en skala som är helt dominerande inom bluesen men även finns i andra typer av musik. 
Man får fram skalan genom att ta en moll-atonisk skala och lägga till halvtonsteget mellan tredje och fjärde tonen (en så kallad blå ton). Bluesskalan på tonen A består av: A C D D# E G.